# تاتسومی کیمیشیما
تاتسومی کیمیشیما (انگلیسی: Tatsumi Kimishima؛ زادهٔ ۲۱ آوریل ۱۹۵۰) سیاست‌مدار و مدیر ارشد اجرایی اهل ژاپن است، که به‌عنوان پنجمین مدیرعامل شرکت نینتندو بین سالهای ۲۰۱۵ تا ۲۰۱۸ فعالیت می‌کرد.